# Різношерстка
«Різношерстка» (нім. Die weiße Schlange) — казка, опублікована братами Грімм у збірці «Дитячі та сімейні казки» (1812, том 1, казка 65). Згідно з класифікацією казкових сюжетів Аарне-Томпсона має номер 510B: «Неприродна любов». Має схожості з французькою казкою Шарля Перро «Осляча Шкура», опублікованою 1695 року.

## Сюжет
Король мав гарну дружину, яка одного дня захворіла і померла, але перед смертю попросила чоловіка пообіцяти, що він одружиться тільки з гарнішою від неї жінкою. Король сильно засмутився і не хотів одружуватися, однак за наполяганням радників, які переконували його, що в країні має бути королева, він почав пошуки нової дружини, але ніде не міг знайти таку ж гарну жінку, як покійна королева. Невдовзі король помітив, що його дочка така ж красива, як і її мати та вирішив одружитися з нею.
Принцеса і радники злякалися від пропозиції короля. Донька розраховувала, що король змінить свою думку, тому перше попросила собі три сукні — одну золоту, як сонце, іншу — срібну, як сонце, а третю — блискучу, як зірочки. Крім того, вона попросила накидку із тисячі шматочків шкіри з хутром. Вона сподівалася, що королю не вдасться виконати її бажання і він відмовиться від свого наміру.
Проте королівські мисливці та найвміліші дівчата в його королівстві впоралися з завданням. Невдовзі після цього, король подарував дочці її сукні й накидку та оголосив, що весілля відбудеться наступного дня. Тоді принцеса взяла золотий перстень, золоте веретенце, золоте мотовило, три сукні та накидку і втекла з замку.
Вона довго блукала густим лісом і зрештою залізла в дуплясте дерево і заснула. Тим часом король, правитель цієї землі, полював у лісі в супроводі групи мисливців. Коли їхні собаки почали гавкати на дерево, де ховалася принцеса, мисливці зацікавилися, що за тварина там ховається. Побачивши брудну дівчину, вкриту накидкою з тисячі шматочків різного хутра, вони не здогадалися, що це принцеса і дали їй роботу на кухні короля, а також прозвали її Різношерсткою.
Через деякий час у замку влаштували бал. Різношерстка попросила кухаря відпустити її нагору подивитись на бал. Кухар погодився. Різношерстка пішла до своєї комірчини, вмилася й переодяглася в одну зі своїх суконь. Прийшовши на бал, всі були в захваті від її краси й сам король запросив її до танцю. Коли закінчився танець, принцеса швидко повернулася у свою комірчину, переодяглася в накидку й пішла працювати на кухню.
Повернувшись, кухар звелів їй зварити хлібну юшку для короля. Різношерстка приготувала суп і поклала туди свій перстень. Король був у захваті від супу і сильно здивувався, коли знайшов у ньому перстень, однак викликана Різношерстка вдала, що нічого не знає про перстень і звідки він там взявся.
Через деякий час у замку знову відбувся бал. Принцеса знову пішла туди в одній зі своїх суконь і знову танцювала з королем, після чого так само таємничо зникла. Однак перед тим, як вона пішла, король непомітно одягнув їй на палець золотий перстень.
Пізніше, коли вона знову варила суп для короля, вона кинула туди золоте веретенце, а наступного разу — золоте мотовило. Король був настільки заінтригований цим, що знову покликав Різношерстку до себе. Побачивши на її руці золотий перстень, король зняв з неї накидку, і виявилося, що Різношерстка під ним одягнена одна зі своїх суконь, яку вона носила на балу. Тоді король назвав її своєю нареченою і невдовзі справив весілля.

## Екранізації
- «Казки братів Грімм» («Різношерстка» — епізод 11, серія 2) — японський анімаційний серіал (1987—1988);
- «Різношерстка» — німецький фільм 2011 року.